# Porte-parole de la Maison-Blanche

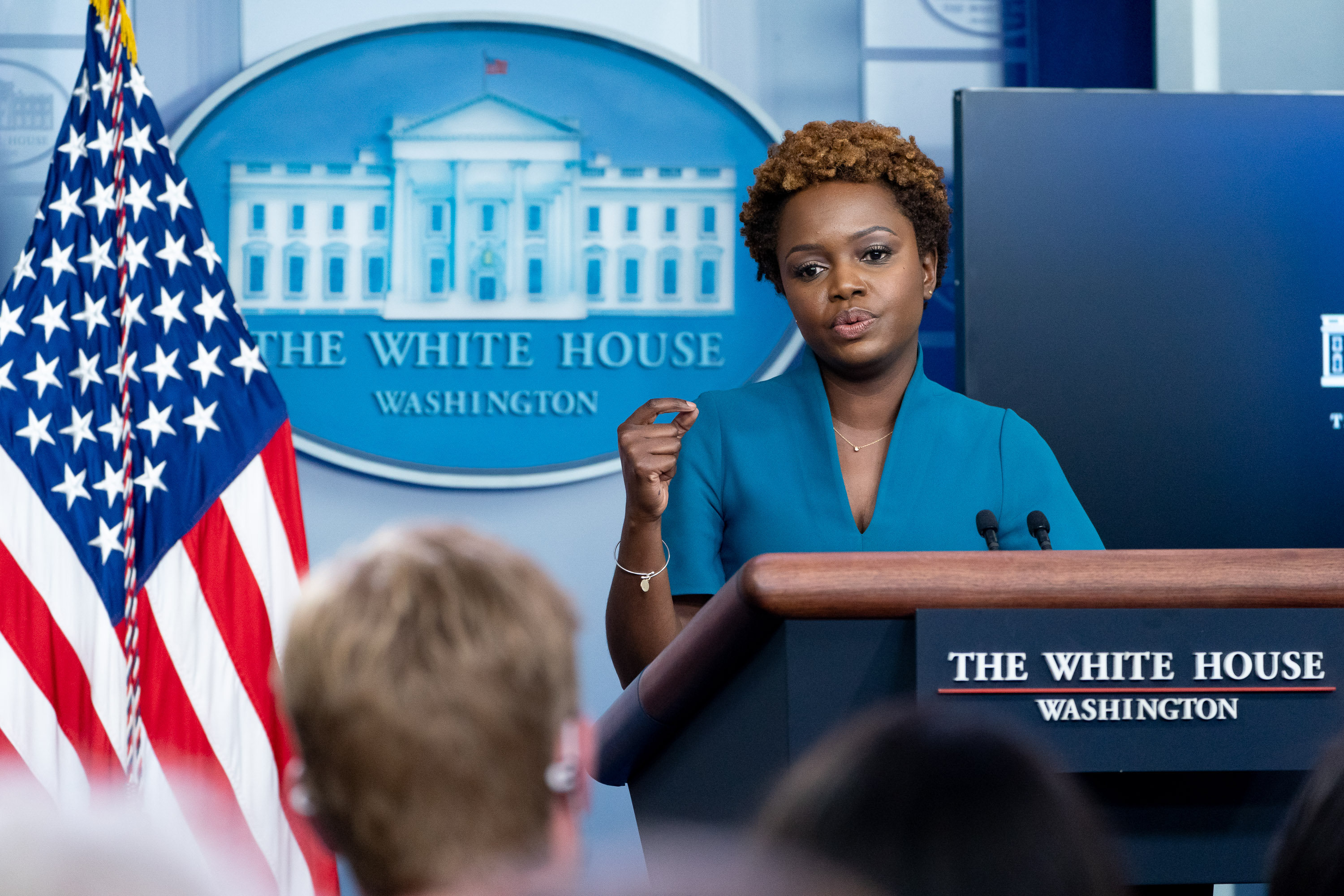
Karine Jean-Pierre, alors porte-parole adjointe, au cours d'un point presse en 2021.

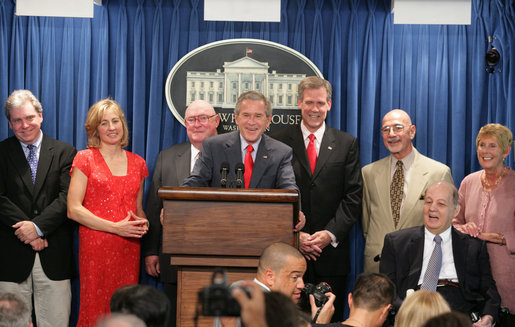
George W. Bush, lors de la dernière conférence de presse avant le lancement de la rénovation de la salle de presse de la Maison-Blanche le 2 août 2006, avait invité les anciens porte-paroles de la Maison-Blanche vivant encore.

Le porte-parole de la Maison-Blanche (en anglais : White House Press Secretary) est le porte-parole du président des États-Unis. Proche collaborateur de celui-ci, il fait partie du Bureau exécutif du président des États-Unis. Depuis le 20 janvier 2025, Karoline Leavitt est la porte-parole du président Donald Trump.
Il est chargé de collecter l'information sur les actions et les événements de l'administration présidentielle et de faire le lien avec les médias, généralement lors d'un point de presse quotidien devant les correspondants de presse accrédités auprès de la Maison-Blanche. Il commente ainsi le programme présidentiel de la journée, quelles personnalités le président rencontre ou donne la position officielle de l'administration sur les nouvelles du jour et les évènements nationaux et internationaux.
Le porte-parole de la Maison Blanche répond aussi traditionnellement aux questions des correspondants de presse lors des points ou conférences de presse, en général télévisés, dans la salle de presse de la Maison Blanche, la James S. Brady Press Briefing Room (cette salle depuis 2000 porte le nom du premier porte-parole de la Maison Blanche de Ronald Reagan, James Brady, grièvement blessé lors de la tentative d'assassinat de Reagan en 1981).
La fonction existe depuis la fin des années 1920 et la présidence Hoover. Elle a depuis très souvent été occupée par des personnalités venant du monde des médias. Ainsi par exemple le porte-parole de Franklin D. Roosevelt était Stephen Early, un reporter de l’United Press International et correspondant pour l’Associated Press, Eisenhower nomma James C. Hagerty un journaliste du New York Times, Kennedy choisit lui Pierre Salinger, un journaliste et chroniqueur et George W. Bush nomma Tony Snow, un présentateur de Fox News.

## Liste des porte-paroles
| Année(s) | Porte-parole           | Président             |
| --- | ---------------------- | --------------------- |
| 1929-1930 | George Edward Akerson  | Herbert Hoover        |
| 1930-1933 | Ted Joslin             | Herbert Hoover        |
| 1933-1945 | Stephen Early          | Franklin D. Roosevelt |
| 1945 | J. Leonard Reinsch     | Franklin D. Roosevelt |
| 1945 | Jonathan W. Daniels    | Franklin D. Roosevelt |
| 1945 | Jonathan W. Daniels    | Harry S. Truman       |
| 1945-1950 | Charlie Ross (en)      |                       |
| 1950 | Stephen Early          |                       |
| 1950-1952 | Joseph Short           |                       |
| 1952-1953 | Roger Tubby            |                       |
| 1953-1961 | James Hagerty          | Dwight D. Eisenhower  |
| 1961-1964 | Pierre Salinger        | John F. Kennedy       |
| 1961-1964 | Pierre Salinger        | Lyndon B. Johnson     |
| 1964-1965 | George Reedy           |                       |
| 1965-1966 | Bill Moyers            |                       |
| 1966-1969 | George Christian       |                       |
| 1969-1974 | Ron Ziegler            | Richard Nixon         |
| 1974 | Jerald terHorst        | Gerald Ford           |
| 1974-1977 | Ron Nessen             | Gerald Ford           |
| 1977-1981 | Jody Powell            | Jimmy Carter          |
| 1981-1989 | James Brady1           | Ronald Reagan         |
| 1981-1987 | Larry Speakes2         | Ronald Reagan         |
| 1987-1989 | Marlin Fitzwater2      | Ronald Reagan         |
| 1989-1993 | Marlin Fitzwater       | George H.W. Bush      |
| 1993-1994 | Dee Dee Myers3         | Bill Clinton          |
| 1993 | George Stephanopoulos4 | Bill Clinton          |
| 1994-1998 | Mike McCurry           | Bill Clinton          |
| 1998-2000 | Joe Lockhart           | Bill Clinton          |
| 2000-2001 | Jake Siewert (en)      | Bill Clinton          |
| 2001-2003 | Ari Fleischer          | George W. Bush        |
| 2003-2006 | Scott McClellan        | George W. Bush        |
| 2006-2007 | Tony Snow              | George W. Bush        |
| 2007-2009 | Dana Perino            | George W. Bush        |
| 2009-2011 | Robert Gibbs           | Barack Obama          |
| 2011-2014 | Jay Carney             | Barack Obama          |
| 2014-2017 | Josh Earnest           | Barack Obama          |
| 20 janvier 2017 - 21 juillet 2017 | Sean Spicer            | Donald Trump          |
| 21 juillet 2017 - 30 juin 2019 | Sarah Huckabee Sanders | Donald Trump          |
| 1er juillet 2019 - 7 avril 2020 | Stephanie Grisham      | Donald Trump          |
| 7 avril 2020 - 20 janvier 2021 | Kayleigh McEnany       | Donald Trump          |
| 20 janvier 2021 - 13 mai 2022 | Jen Psaki              | Joe Biden             |
| 13 mai 2022 - 20 janvier 2025 | Karine Jean-Pierre     | Joe Biden             |
| Depuis le 20 janvier 2025 | Karoline Leavitt       | Donald Trump          |
| 1 Grièvement blessé lors de la tentative d'assassinat de Ronald Reagan en 1981, il n'assura plus les points presse mais resta officiellement en fonction. 2 De facto porte-parole (en tant que porte-parole adjoint de la Maison Blanche). 3 Ne faisait pas de points presse tant que George Stephanopoulos était le directeur de la communication. Première femme porte-parole. 4 De facto porte-parole (comme directeur de la communication de la Maison Blanche). |                        |                       |

## Dans la fiction
- Dans le film Des hommes d'influence (1997), un acteur non crédité joue plusieurs scènes comme porte-parole de la Maison-Blanche.
- Dans le film Air Force One (1997), Melanie Mitchel (sous les traits de Donna Bullock) est la porte-parole de la Maison-Blanche.
- Dans la série À la Maison-Blanche (1999-2006), C.J. Cregg (jouée par Allison Janney) puis Toby Ziegler (joué par Richard Schiff) sont les porte-paroles de la Maison-Blanche.
- Dans la série Scandal (2012-2018), Abby Whelan (jouée par Darby Stanchfield) puis Marcus Walker (joué par Cornelius Smith Jr. (en)) sont les porte-paroles de la Maison-Blanche.
- Dans la série Veep (2012-2019), Mike McLintock (Matt Walsh) est la porte-parole de la Maison-Blanche.
- Dans la série House of Cards (2013-2018), Seth Grayson (Derek Cecil) puis Sean Jeffries (Korey Jackson) sont les porte-paroles de la Maison-Blanche.
- Dans la série Designated Survivor (2016-2019), Seth Wright (Kal Penn) est le porte-parole de la Maison-Blanche.